# Het verhaal van Noach
Het verhaal van Noach is een volksverhaal uit Turkije.

## Het verhaal
Noach waarschuwt de mensen, maar wordt bespot. God vertelt dat de mensen hem nooit zullen geloven, Noach moet een ark bouwen. Noach wordt zwak en God zegt hem druiven te eten, zodat hij aan zal sterken. Van elke diersoort wordt een exemplaar op de boot genomen. God zegt Noach aan boord te gaan als de ondergrondse oven vol water gelopen is. Enkele dagen later gebeurt dit inderdaad.
Noach gaat met zijn familie en degenen die hem geloven aan boord. De zondvloed begint en het regent constant. De toppen van de bergen verdwijnen, alleen degenen op de ark overleven. Op de veertigste dag stuurt Noach een duif en deze komt terug zonder land te vinden. Zeven dagen later wordt er nog een duif gestuurd en deze komt terug met een olijftak in de snavel.
Nog zeven dagen later wordt opnieuw een duif uitgezonden en deze keert niet terug. Dit is de ochtend van de tiende Muharram. Op die ochtend nam Noach de laatste resten van de voorraden en maakte een grote maaltijd klaar. Noach zegende de maaltijd met de woorden Bismillah en allen aten en waren verzadigd. Die avond raakte de ark de top van de berg Ararat. Het water zakt en Noach en de anderen kunnen het schip veilig verlaten.

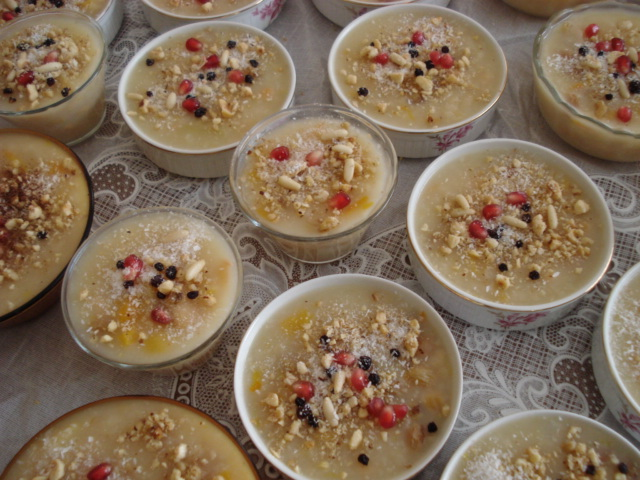
Aşure

## Achtergronden
- Het verhaal is gebaseerd op het verhaal zoals het in de Koran wordt verteld. Hier speelt met name het laatste maal van Noach en de zijnen aan boord van de ark een grote rol. Deze maaltijd wordt herdacht in een feest met een bijzonder gerecht, zie Asjoera en aşure.